# Uccle
Uccle (fr.) ili Ukkel (niz.) je jedna od 19 dvojezičnih općina u Regiji glavnoga grada Bruxellesa u Belgiji.
Graniči s briselskim općinama Forest, Ixelles, Grad Bruxelles i Watermael-Boitsfort, te s flandrijskim općinama Sint-Genesius-Rode, Linkebeek i Drogenbos.

## Povijest
Prema legendi, crkvu sv. Petra u Uccleu posvetio je papa Lav III. uz prisutnost Karla Velikog. Tijekom povijesti ovo je bilo većinom poljoprivredno mjesto. Krajem 18. stoljeća ovo je mjesto, zajedno s okolnim područjima, postalo samostalna općina. Filantrop Georges Brugmann puno je pridonio urbanizaciji ovog mjesta krajem 19. stoljeća. Unatoč urbanizaciji, Uccle je do danas uspio sačuvati brojna zelena područja, zbog čega je ova četvrt danas stambena zona bogatijeg sloja stanovništva.

## Vanjske poveznice
- (fr.) (nizoz.) Službena stranica općine